# Bagniak wapienny
Bagniak wapienny (Philonotis calcarea (Bruch & Schimp.) Schimp.) – gatunek mchu należący do rodziny szmotłochowatych (Bartramiaceae). Występuje na Grenlandii, w Europie, Azji i Afryce.

## Ochrona
Roślina objęta jest w Polsce częściową ochroną gatunkową na podstawie Rozporządzenia Ministra Środowiska z dnia 9 października 2014 w sprawie ochrony gatunkowej roślin. W latach 2004–2014 podlegała ochronie ścisłej.